# 張魯得
张鲁得（？—？），字宗自，號青萍，南直隶苏州府崑山縣人。明朝政治人物。

## 生平
天啓元年（1621年）辛酉科应天乡试举人，天啓五年（1625年）乙丑科進士，授福建晋江县知县，时郑芝龙尚未授招安，刘香诸寇方炽，張鲁得簡選精锐，防布要冲。又令縣民什伍相保，贼不敢窥伺。减监课杂派万余金，岁省供亿银八千余两。以丁憂去官归。
崇祯二年（1629年）补昌乐县。其邑地處山東要道，自己巳清兵入關，城中多警，張鲁得拊循有方，境内安堵。又裁撤马头冗费，省仓夫供应银，廉平称最。卒于任內，两邑并祀名宦。

## 著作
著有《青萍诗集》。

## 生平
祖父张宪臣，字钦伯，嘉靖己未进士，官雲南按察使。弟张鲁唯，万历四十一年癸丑科进士，官福建左布政使。